# Barbelo-gnósticos
Os assim chamados Barbelotas, Barbeliotas ou Barbelognósticos (cujo nome advém de Barbelos) foram um grupo gnóstico, reconhecido e narrado em seus textos pelo heresiologista e bispo de Lião, Irineu. Todavia, a partir do ano de 1945, quando foram descobertos os códices de Nague Hammadi, o termo "barbelognósticos" passou a ser associado a diversas escolas gnósticas dos grupos setianos.

## Etimologia
Conforme Conchita Serrano, no livro 'Tes philies tade dora...', às pg 28 e 30, o termo "Barbelon (Barbilon, Barbelos, Barbelo, etc), tendo como origem o hebraico ('Bar B'lo"), significa "Filho de Deus" e foi uma designação empregada por Barbeliotas, Nicolaítas, Basilidianos, etc e assim como os nomes Abraxas, Balsamus, etc [...] Estes nomes não tinham apenas a unção iniciática de designar a divindade, senão também de transmitir ideias e doutrinas sobre os principais aspectos e sua relação com o homem e o cosmos..."  Outro grupo igualmente chamado de Barbelitas, era o dos Nicolaítas  todavia as práticas deste último evidenciam um rompimento com as tradições gnósticas e a alcunha talvez não seja meritória.
Segundo S. G. F. Brandon, em seu Diccionario de religiones comparadas, à pag 275, (citando ): "Barbelo-gnósticos era uma forma de gnosticismo, assim designada por por Irineu (ca. 130-200)... [...] ...De acordo com Irineu, Barbelo era um Espírito primário ou Virginal (Aeon, revelado pelo "Pai inominável". Barbelo encabeçava uma série de Eons que produziram a luz e, logo, ungiram o Pai com o Cristo. A origem da Barbelo é desconhecido, mas a ideia subjacente poderia ser a identificação da Alexandria Ísis com Sopia (Sabedoria). No pleroma dos barbelo-gnósticos, Barbelo difere da Sophia, mas essas ideias relativas a um princípio original feminino, sem dúvida, dão vez ao conceito da Grande Deusa, que são representadas por Ísis, Istar, Atargatis, Cibele, Astarte, Anaíta, entre outras tantas manifestações. Irineu tomou seus dados a partir do texto grego do Livro Secreto de João; Barbelo aparece no Apócrifo de João, o Nag Hammadi, equiparado ao pensamento primordial ( Ennoia)."  E, segundo Eugène de Faye, citado por José Ferrater Mora, no volume II de seu Diccionario de filosofia, à pag 1210, eles poderiam ser os assim chamados, Os "...adeptos da Grande Mãe, por admitirem  existência de um princípio feminino ou Primeira Mulher, como terceiro princípio de uma tríade fundamental, que incluía como primeiro princípio, além disso, a Absoluto, Pai, Luz ou Primeiro Homem, ou o Filho do Homem."

## Doutrina
Segundo eles, um Aeon imortal uniu-se sexualmente ao um espírito feminino chamado Barbeloth, a quem concedeu sucessivamente, presciência, incorruptibilidade e a vida eterna. Barbeloth assim criou a luz. Esta luz fora aperfeiçoada pela unção do Espírito Santo. Esta luz foi chamada de Cristo. Cristo foi dotado de inteligência, razão e a incorruptibilidade, com isto fora engendrado o Autógeno  (ou O Grande Espírito Invisível); o Autógeno gerou Adamas, o homem perfeito, e sua esposa, o conhecimento perfeito; Adamas e sua esposa geraram a madeira; o primeiro anjo gerou o Espírito Santo, a sabedoria ou Prunie. Prunie, tendo tomado um esposo, engendrou o Protarchonte (Proto Arconte) ou primeiro príncipe, que era insolente e tolo; o Protarchonte gerou as criaturas. Com este conhecimento e sua arrogância, eles engendraram, carnalmente, vícios em todas as ramificações posteriores.
Assim Barbelotas ou Barbelognósticos eram aqueles que buscavam a Morada de Barbelos,  também chamada de o "Oceano da Grande Luz". E o corpo carnal era chamado de a "Matéria de Barbelos". Eles buscavam a suprema sabedoria ou conhecimento, chamados de os "Mistérios da Região da Verdade" e Sofia, surgida de Pistis era igualmente filha de Barbelo.
"...Eu trouxe o Fogo e a Água do Lugar de Luz, o depósito de Luz, onde existe a Luz. E eu trouxe o vinho e o sangue da morada de Barbelos..." 